# 外来语

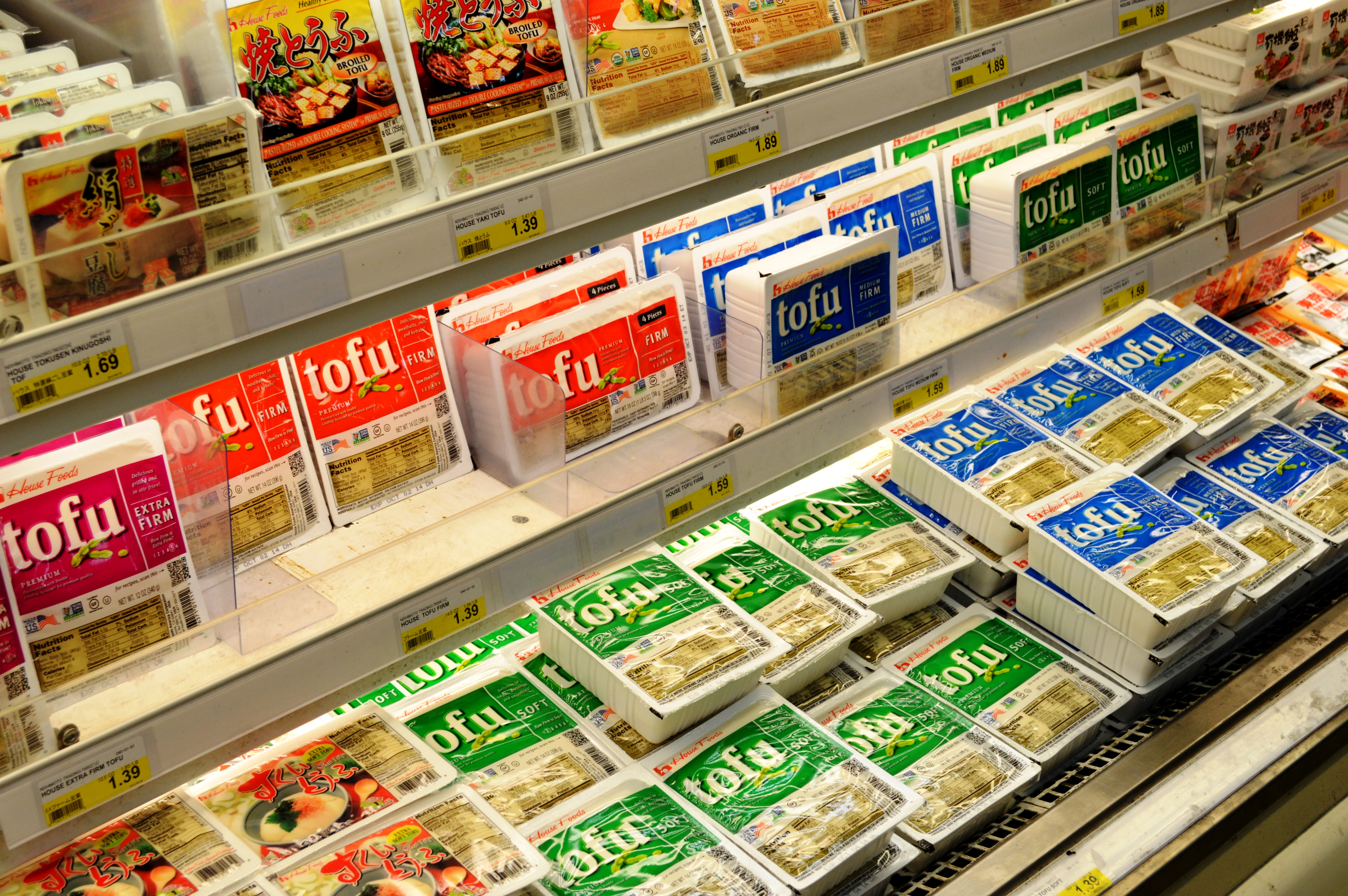
Tofu是英语从日语词Tōfu借来的，音译自日语汉字词"豆腐（とうふ）"。 日语词Tōfu本身是从汉语词"豆腐"dòufu借来的。

外來語，又稱為外來詞、借用語、借詞（loanword），是一種語言從別的語言借來的辭彙。一般情況下，外來詞不包括意譯詞，僅指那些連音帶義吸收的詞彙。

## 外来词术语的变迁
现代以前，汉语曾使用过“译语”“译名”“译词”“外国语”等词来指称外来词。
“译语”唐代首先开始使用，指经过翻译的语词。至明清两代即开始用“译语”来命名译馆（会同馆、四夷馆）所编撰之“华夷译语”。同时还有使用至今的“译名”，但含义笼统，既可指意译词也可指音译词。随着“词”的概念和名称在汉语中出现并固定下来，也开始出现“译词”一名。“外国语”则是通俗说法，并非正式的术语。

### 外来语
近代作为正式的科学术语是从「外来语」开始的。「外来语」一词是20世纪初（1902年）从日语借入的，一直到1950年代初，主要限于指完全或部分音译的词，此外还增指从日语借入的汉字词。现在「外来语」主要在日语学界及台湾的语言学家，以及在讨论外来词范围的问题时使用，而「外来词」主要由中国大陆学者使用。

### 外来词术语的英汉对照
loan word——指采用直接引用、音译或仿译等手段从另一种语言（包括方言）引进的词。该词是德语Lehnwort的英语仿译词，翻译为“借词”或“借用词”。日语至今仍用“外来语”对应。
alien word——主要指直接来自另一种语言的词，一般不包含意譯或仿译。直译为“外国词”。
foreign word——指从外国语中进来的词，相当于“外国语”。该词是德语Fremdwort的英语仿译词。日语“外国语”一词即由此翻译而来，但以后又以loan word来对应。
calque/loan translation——指按照外来语词的语素构成的逐一意译的词语。一般翻译为“仿译”、“借译”、“仿造”。
德語世界的外來語(Lehnwort)尤指已經本土化得聽不出也看不出是外語的詞，比如一個漢人說“我看鐳射（Laser）影碟”、“他上麻省理工”。而外國語(Fremdwort)尤指一聽或一看就知道是外語的詞，比如一個漢人說“我看LD”、“他上MIT”。

## 漢語外來語

### 历史
- 公元二世纪，佛经初次通过西域龟兹语（吐火罗语）翻译成汉语，这时的外来语包括沙门、沙弥、波逸提、出家、外道等。
- 隋唐时期第二次大规模从梵文佛经翻译成汉语，引入大批佛教、地理外来语：信度河、五印度、摩揭陀、缚喝、锐秣陀、胡寔健、呾剌健、揭职、梵衍那、閻浮提；伽藍、无着菩萨、窣堵波、舍利、迦腻色迦、涅盘、世亲、卑钵罗树、刹那等。
- 宋朝与南洋、西洋各国通商，引入第三波来自阿拉伯语的外来语如三佛齐、单马令、凌牙斯加、佛罗安、新拖、监篦、兰无里、细兰、苏吉丹、南毗、 胡茶辣、麻囉华、南尼华囉、麻嘉、层拔、瓮蛮国、白达、忽厮离、木兰皮、斯伽里野等。
  - 乳香、没药、阿拉、琉璃、蘇合香、芦荟、木香、槟榔、菠罗、榴槤、芒果。
- 明朝西方耶稣会士来华，引入第四波外来语：如亚细亚（亞洲）、印地亚（印度）、欧罗巴（歐洲）、意大利、拂郎机、亚非利加（非洲）、亚美利加（美洲）等
- 晚清至今：由于学习世界各国的文化和科学技术，不少外来语大量涌入，至今仍在增长中。

## 翻譯方法
漢語的外來詞的形式有音譯、義譯、音譯加表意性質、音義兼譯、直接借用、轉譯等形式。

### 音譯
- 直接按照原語言辭彙的發音轉換成漢語辭彙。像漢語翻譯規則規定對於傳統上非漢字國家的地理名稱、人名按音譯直接翻譯：
  - 來自東南亞、南亞、西亞語言等直譯詞彙： 吐火羅、摩揭陀、健馱邏國、真臘、蒲甘、三佛齊、新拖、細蘭、古里、大食、麻嘉、层拔、瓮蛮、麻嘉、白达、木兰皮、斯伽里野、默伽猎、渤泥、满者伯夷、马六甲等。
  - 佛、佛陀、南无、刹那、蜜、乳香、没药、阿拉、琉璃、蘇合香、芦荟、木香、槟榔、波萝、榴槤、芒果等。
  - 苏打、瓦斯等。
  - 如斯里蘭卡（Sri Lanka）、紐約（New York）、阿皮亞 （Apia）、史達林（სტალინი / Сталин）、馬達 （Motor） 、沙發（Sofa）等。在棒球術語中的紅不讓，直接音譯全壘打Home Run而來。

### 音譯加意譯
- 康桥、馬克思主义（Marxism）……
  - 地名中的東西南北大小新舊等部分，各種語言普遍採取意譯，漢語亦然：南印度（South India）、西太平洋、西蘭（New Zealand，台灣及港澳翻译為「紐西蘭」，是單純音譯）

### 音譯加漢語部分
- ，加入部分多表示該詞類屬：占城（“占”為音譯，“城”為漢語加入部分）、芭蕾舞、啤酒、波羅毬（来自波斯语polo），“卡片”（card），馬鮫魚，摩托車，紅毛丹……

### 音譯（兼顧漢語意思）
- ：幽浮（UFO）、駭客（hacker）、基因（gene）……（參考：音義對應翻譯）

### 音譯（取對應外語中某個部分音譯，化學中多見）
- ：如钡、钒、镭、镧、铀、氟、氡、氦、氘……
- 選取古漢語已有漢字音譯或新造形聲字音譯
- ：如鴯鶓、𪄳鷎、鶆䴈、㺢㹢狓等等

### 直接漢字譯入
- ：對傳統上使用漢字國家，按照該詞漢字寫法直接引入，但讀音用漢語讀音，而非譯入語讀音。多見於日語外來詞：經濟、科學、共產主義等
  - 日語外來語多為直接漢字譯入 （見和製漢語），但也有少數音譯詞，如榻榻米（たたみ）、甜不辣（てんぷら）等

### 仿譯
- （將譯入語的詞彙逐詞譯為漢語詞彙，語序多保持不變）：如熱狗（hot dog）、黑板（black board）等

### 意譯
- （概念來自外語，用漢語詞彙創造新詞）：電腦（computer）、互聯網（Internet, 互聯網是意譯，因特網是音譯加意譯）等

### 直接使用
- 按照原語言語法規則直接借用外來詞彙和文字，如香港常用的張sir（張先生）、你好Happy、OK、演藝界常說的辭彙NG等等形式。

### 汉语的外來語列表

#### 来自英语
本表只列入非专有名词。人名、地名、商标、商品名等专有名词绝大多数都是音译词，数量巨大，不列入。
- 食物：吐司（toast）、三明治（sandwich）、披薩、巧克力（Chocolate）、咖啡（coffee）、可樂（cola）、芝士（cheese）
- 交通：摩托車（Motorcycle）、巴士（bus）、速可達（scooter）。
- 服装：迷你裙（miniskirt）的「迷你」、比基尼（bikini）、T恤（T-shirt）
- 数学：拓扑（topology）、逻辑（logic）、趴/巴仙（percent，經日語引入縮略）
- 物理：夸克（quark）
- 化学：大多数化学元素、有机物等，如铀（uranium）、嘧啶（pyrimidine）
- 生物学：基因（gene）
- 地球科学：克拉通（craton）、喀斯特地貌（Karst）
  - 很多地质年代名称是从英语经由日语引入汉语的，如：寒武纪（Cambrian）
- 医学：淋巴（lymph）、休克（shock）、 维他命（vitamin）
- 机械：泵（pump）、阀（valve）、法兰（flange）
- 藝術：蒙太奇（法語：Montage）、馬賽克（Mosaic）
- 音樂：麥克風（microphone）、色士風（saxophone）、吉他（guitar）、咪（mic）
- 軍事：坦克（tank）、聲納（sonar）、雷达（radar）
- 運動：馬拉松（marathon）、高爾夫球（golf）、保齡球（bowling）
- 单位：米（metre）、盎司（ounce）、磅（pound）、噸（ton）
- 網路用語：哈囉（hello）、嗨（hi）、十卜（support）、黑特（hate）
- 其他：卡（card）、杯葛（boycott）、幽浮（UFO）、爹地（daddy）、媽咪（mummy）、黑客（hacker）、掰掰（bye bye，問候語）、图腾（totem）、霸凌（bully）、蹦极（bungee）、呼啦圈（hula  hoop）、酷儿（queer）、桑拿（sauna）

#### 來自日語
現代中文有大量的日語借詞。
- 日本人自造的汉字词：

電話、幹部、壽司、方針、政策、商業、幹部、健康、社會主義、取締、引渡、樣、手續、具體的、目的、義務、當事者、強制執行、場合、打消、動員令、無某某之必要（…の必要がない）、代價、債權人、債務人、原素、要素、偶素、常素、損害賠償、法人、重婚罪、文憑、盲從、排外、公敵、旨趣、派出所、憲兵、檢察官、水体
- 以下词汇为汉语原有词汇，日本人用其对译外语词汇，赋予新含义，此后又传回中国，这种过程被称作“借词回收”：
  - 經濟：《晋书·殷浩传》：「足下沉识淹长，思综通练，起而明之，足以经济。」
  - 共和：共和行政。
  - 權利：《荀子·劝学》：「君子知夫不全不粹之不足以为美也……是故权利不能倾也，群众不能移也。」
  - 政治：《书·毕命》：「道洽政治，泽润生命。」
  - 組織：《呂氏春秋·先己》「《詩》曰：‘執轡如組’」漢·高誘注：「組讀組織之組。夫組織之匠，成文於手，猶良御執轡於手而調馬口，以致萬里也。」
  - 衛生：《莊子·庚桑楚》：「老子曰：‘衛生之經，能抱一乎？’」郭象注：「防衛其生，令合道也。」
  - 警察：唐玄奘《大唐西域记·蓝摩国》：「野象群行，采花以散，冥力警察，初无间替。」古义警戒监察，与今义没有关联，此义是日本人自造。（中文里警察是个人或集体，日语里警察是机构，而警察官作为个人或集体）
- 以下词语的意义皆是古已有之，并非日本人赋予的新意义，因此不算从日语引入的外来语，但这些词汇常被误认为是日语传入的：
  - 革命：汤武革命、神龙革命，古义与今义几无差别。
  - 所為：《易·繫辭上》：「知變化之道者，其知神之所為乎！」晉·陸機《吊魏武帝文》序：「諸舍中無所為，學作履組賣也。」
  - 政府：《资治通鉴·唐宣宗大中二年》：「前凤翔节度使石雄诣政府自陈黑山、乌岭之功，求一镇以终老。」
  - 紀律：《左傳·桓公二年》：「百官於是乎戒懼而不敢易紀律。」
  - 宗旨：《北齐书·儒林传·孙灵晖》：「灵晖年七岁，便好学，日诵数千言，唯寻讨惠蔚手录章疏，不求师友。《三礼》及三《传》，皆通宗旨。」
  - 封建[2][3]：柳宗元《封建论》，中国之“封建”一词与英文之feudalism有相同之处，此义非日本人自造。
  - 契約：《魏書·鹿悆傳》：「契約既固，未旬，綜果降。」

#### 來自俄语
現代中文有大量的俄語借詞。1984年上海辞书出版社出版的《汉语外来词词典》（刘正琰）列出398个、共32类。其中音译词208个，占52%。
- 政治词汇：苏维埃、布尔什维克、孟什维克、托派、布尔什维主义、客里空、沙皇、克里姆林宫、塔斯社、东干人、马赫主义、斯达汉诺夫工作者、苏俄、俄苏、苏式、崩得、杜马、契卡、克格勃
- 文学词汇：马尼洛夫精神、奥勃洛摩夫性格、巴拉莱金之流、斯坦尼斯拉夫斯基体系、波特鲁什卡
- 经济词汇：卢布、戈比、
- 技术词汇：康拜因、嘎斯（指煤气）、拖拉机
- 餐饮词汇：伏特加、克瓦斯、马林果、马合烟、苏泊汤、列巴、罗宋汤
- 衣饰词汇：布拉吉、罗宋帽
- 计量词汇：普特
- 军事词汇：喀秋莎、米格飞机、格鲁乌、总政治部
- 娱乐词汇：巴扬

更广义的“俄源词”是指，受俄语原词影响而在汉语中产生的、造词依据俄语原词的某个要素的汉语新词，如“红军”、“白色恐怖”、少先队、共青团、劳模、联共、白匪、白军、白区、苏区、外语角、文学角、图书角、黑板报、少年宫、文化宫、艺术宫、民族宫、工人文化宫、国民经济五年计划。

## 其他语言中的外來語

### 日语
室町時代之前，日語幾乎全部外來語都來自中古漢語，此等漢字詞日語稱為「漢語」。此外，日本漢字讀法有分訓讀（同義固有詞發音）和音讀（源於漢語的發音）兩種。
在明治維新初期，日本翻譯外國書籍時也使用漢文（如《演繹》）。但由於二戰後日本在文化上急速西化，且仅用漢字翻譯也有不便的情況（短詞如“民主”沒有問題，但長起來像“個人計算機”就不太好唸），故使用片假名翻譯的外來語飛速增長，特別是進入資訊時代之後。
片假名詞的濫用有時會造成理解的困難，因此國立國語研究所的外來語研究會也提議將一部分片假名詞換為漢字詞。另外片假名有時也直接造成使用的不便，如（罷工）和（棒球中的好球）、以及（玻璃）和（玻璃杯）等，兩者分別出自英文單字  和 ，但意義有異。
日語的“外來語”大部分來自英語，一小部分來自法語、荷蘭語、德語等。早年日本鎖國時期，江戶幕府只跟來自荷蘭、葡萄牙等地的少數商人和傳教士來往，而日語中借用荷語和葡語的詞彙為早期的西化外來語之一；後來在明治維新時期，法語和德語的外來語跟著傳入日本；之後日本在二戰戰敗後，隨著駐日美軍和美國文化的傳入，英語外來詞逐漸變成日本外來語的大宗。例如： irebun一字為英文中的念法，但它的意思是足球員（11個人）。
此外，若遇到過為冗長的西式或和製外來語時，通常會縮減到四個音拍，如（个人电脑）就经常被缩减为。

### 朝鮮語/韓語
諺文同日語假名一樣，皆屬於表音文字，故韓文外來語（尤其是大韓民國所使用的大韓民國標準語）跟日語一樣以諺文讀音直譯。“外來語”大部分來自英語。而朝鮮民主主義人民共和國所使用的文化語，由於較少受到外國文化影響，故外來語的數目較少，且多數外來語來自俄語。

### 越南语
越南语的外來語主要來自近現代的法語、英语詞彙（由於越南曾經是法國的殖民地，來自法語的詞彙尤其多），也有少量来自本國少數民族語言或其他语言的。

### 英语
英語中來自漢語的外來語，除了以威妥瑪拼音、漢語拼音或通用拼音直譯的標準官話外來語以外，還有部分的中文外來詞彙以閩南語、粵語等其他語言音譯所產生。
下表主要為非專有名詞；專有名詞數量龐大且多為單純音譯詞，故不列入。
| 英语       | 原词                                     |
| ---------- | ---------------------------------------- |
| Confucius  | 孔夫子                                   |
| Mencius    | 孟子                                     |
| Taoism     | 道教                                     |
| silk       | 絲綢                                     |
| tea        | 茶（“茶”的閩南語发音，白話字、台羅：tê） |
| sampan     | 舢板                                     |
| tofu       | 音譯自日語漢字詞「豆腐（）」             |
| rickshaw   | 音译自日语“人力車”（力車）               |
| chop suey  | 杂碎（粵語拼音：zaap6 seoi3）            |
| dimsum     | 點心（粵語拼音：dim2 sam1）              |
| yin yang   | 阴阳                                     |
| fengshui   | 风水                                     |
| kungfu     | 功夫                                     |
| Gongfu tea | 工夫茶                                   |
| Kaolinite  | 高嶺土                                   |
| ketchup    | 茄汁（可能）                             |
| cheongsam  | 旗袍（長衫）                             |
| oolong tea | 烏龍茶                                   |
| erhu       | 二胡                                     |
| lychee     | 荔枝                                     |
| longan     | 龍眼                                     |
| soy        | 大豆，音译自日语“醬油”（しょうゆ）       |

### 法语
历史上，英语长期受法语影响，可是，最近几十年，英语也在影响法语，比如，现在法国人会说 （停車場）、（足球）、（週末）等等。另外在加拿大、比利時與部份前法屬殖民地所使用的法語，也有借用其他語言轉譯的詞彙；如比利時所使用的法語有來自荷蘭文的詞彙，而加拿大魁北克所使用的法語有來自英文的詞彙，其他地區亦同。

### 俄语
早期俄語有部分來自其他語言的音譯詞彙，另外同樣使用西里爾字母的保加利亞語、塞爾維亞語、馬其頓語、蒙古語、哈薩克語、塔吉克語、白俄羅斯語、吉爾吉斯語以及烏克蘭語等語言也沿用各國的西里爾字母譯音產生外來語。
| 俄語 | 中文原詞                       |
| ---- | ------------------------------ |
|      | 中國（古以「契丹」來稱呼中國） |
|      | 孔夫子                         |
|      | 茶                             |
|      | 絲綢                           |
|      | 揚子江（即「長江」）           |
|      | 高嶺土                         |
|      | 豆腐                           |
|      | 颱風                           |
|      | 珍珠                           |

## 外部連結
- World Loanword Database (WOLD)
- Discussion on how loan words exacerbate Future Shock (Streaming audio & mp3) （页面存档备份，存于）